# Gladys McConnell
Gladys McConnell (22 de outubro de 1905 - 4 de março de 1979) foi uma atriz de cinema e aviadora estadunidense da era do cinema mudo que atuou em 25 filmes entre 1926 e 1930.

## Biografia
Ela nasceu em Oklahoma City, Indian Territory (atualmente Oklahoma), filha de William Marshall McConnell (nascido em 28 de abril de 1876, em McNairy County, Tennessee) e sua esposa, Harriett (nascida Sharp, em 10 de outubro de 1882, em Newbern, Tennessee), e tinha uma irmã, Hazel. Gladys McConnell frequentou a Hollywood High School. O Mocavo refere que em 1920 Gladys tinha 14 anos e morava com o pai, William M. McConnell, e a mãe, em Portland, porém refere como nome da mãe Hattie.
Sua carreira no cinema foi breve, apenas de quatro anos, até iniciar a era sonora (1926 – 1930). Algumas vezes ela usou profissionalmente o nome Gladys Morrow. Seu primeiro filme foi The Feud, em 1926, pela Fox Film. Ainda em 1926, atuou no Western The Devil Horse, que apresentava o cavalo Rex the Wonder Horse, que apareceu em vários filmes. Ela atuou ao lado de Harry Langdon em Three's A Crowd (1927) e em The Chaser (1928). Atuou nos seriados The Tiger's Shadow (1928) e The Fire Detective (1929), pela Pathé. Atuou diversas vezes ao lado de Harry Langdon e Ken Maynard e seu último filme foi Parade of the West, em 1930, ao lado de Maynard.
Foi uma das "WAMPAS Baby Star" de 1927. The WAMPAS Baby Stars foi uma campanha promocional, patrocinada pela United States Western Association of Motion Picture Advertisers, uma associação de anunciantes de cinema, que homenageava treze (quatorze em 1932) jovens mulheres a cada ano, as quais eles acreditavam estarem no limiar do estrelato cinematográfico. Elas foram selecionadas a partir de 1922, até 1934, e eram premiadas anualmente e homenageadas em uma festa chamada WAMPAS Frolic.
O Find a Grave refere que, por volta de 1924, McConnell tornou-se uma aviadora em Portland.

## Vida pessoal e morte
McConnell casou com o roteirista Arthur Q. Hazerman em 1926, e divorciaram-se três anos depois. Em setembro de 1931, ela casou com o advogado de Hollywood A. Ronald Button, no Mission Inn em Riverside, Califórnia. William Jennings Bryan Jr., um amigo do noivo, foi padrinho do casamento. McConnell foi apadrinhada por sua irmã, Sra. Harold O. Wright. Eles tiveram uma filha, Mary Barbara Button (nascida em 9 de fevereiro de 1937, em Los Angeles), depois conhecida como Barbara McAllister, uma corretora de imóveis comerciais.
É avó da atriz Jennifer McAllister.
Gladys McConnell morreu em Fullerton, Califórnia em 1979, aos 73 anos, e foi sepultada no Forest Lawn Memorial Park, em Glendale.

## Filmografia parcial
- The Feud (1926)
- The Devil Horse (1926)
- Three's A Crowd (1927)
- The Chaser (1928)
- The Tiger's Shadow (1928)
- The Glorious Trail (1928)
- Cheyenne (1929)
- The Fire Detective (1929)
- The Woman Who Was Forgotten (1930)
- Parade of the West (1930)